# Patrik Peterson
Patrik Nehard Peterson, född 3 april 1854 på Backa i Vallda socken i Hallands län, död 18 juni 1942, var en svensk hemmansägare, poststationsföreståndare och ordboksförfattare.

## Biografi
Petersons språkbegåvning visade sig tidigt, i det han redan i unga år på egen hand inhämtade kunskaper i främmande språk. Han lärde sig franska, tyska, engelska, grekiska och latin. 1880-81 genomgick han en kurs vid Katrinebergs folkhögskola. Här organiserade han bland eleverna en landsmålsförening, som åstadkom goda uppteckningar från olika delar av Halland. Genom ett tidningsupprop hade han i slutet av 1870-talet fått kännedom om landsmålsföreningarna i Uppsalas verksamhet, och fick härigenom inspiration att göra en fullständig uppteckning av ordförrådet i sin hembygd, norra Hallands dialekt. Arbetet växte mer och mer och antog slutligen karaktären av en uttömmande ordbok över Valldamålet, innehållande även en mängd reala upplysningar om allmogens andliga och materiella kultur. På senare år bedrevs ordboksarbetet i samråd med Halländska landsmålsföreningen och Landsmålsarkivet i Lund, och det färdiga ordboksmanuskriftet omfattade 36.000 ordlappar. Patrik Peterson blev 1932 filosofie hedersdoktor vid Uppsala universitet.
Han är begravd på Vallda kyrkogård.